# Darlan Mendes
Darlan Pereira Mendes, noto semplicemente come Darlan Mendes (São Borja, 16 aprile 1998), è un calciatore brasiliano, centrocampista del Wuhan San Zhen.

## Caratteristiche tecniche
È un centrocampista centrale

## Carriera
Cresciuto nel settore giovanile del Grêmio, ha esordito in prima squadra il 17 marzo 2019 disputando l'incontro del Campionato Gaúcho vinto 1-0 contro l'Internacional.

## Statistiche
Statistiche aggiornate al 18 agosto 2019.

### Presenze e reti nei club
| Stagione        | Squadra         | Campionato      | Campionato | Campionato | Coppe nazionali | Coppe nazionali | Coppe nazionali | Coppe continentali | Coppe continentali | Coppe continentali | Altre coppe | Altre coppe | Altre coppe | Totale | Totale | Totale |
| Stagione        | Squadra         | Comp            | Pres       | Reti       | Comp            | Pres            | Reti            | Comp               | Pres               | Reti               | Comp        | Pres        | Reti        | Pres   | Reti   |        |
| --------------- | --------------- | --------------- | ---------- | ---------- | --------------- | --------------- | --------------- | ------------------ | ------------------ | ------------------ | ----------- | ----------- | ----------- | ------ | ------ | ------ |
| 2019            | Grêmio          | PD/RS+A         | 3+13       | 0          | CB              | 0               | 0               | CL                 | 0                  | 0                  |             | -           | -           | 16     | 0      |        |
| 2020            | Grêmio          | PD/RS+A         | 6+21       | 0+1        | CB              | 3               | 0               | CL                 | 7                  | 0                  |             | -           | -           | 37     | 1      |        |
| 2021            | Grêmio          | PD/RS+A         | 11+11      | 0          | CB              | 2               | 0               | CL+CS              | 3+3                | 0+1                |             | -           | -           | 30     | 1      |        |
| 2022            | Juventude       | PD/RS+A         | 6+5        | 0          | CB              | 3               | 0               |                    | -                  | -                  |             | -           | -           | 14     | 0      |        |
| 2022            | Chapecoense     | B               | 13         | 0          | CB              | 0               | 0               |                    | -                  | -                  |             | -           | -           | 13     | 0      |        |
| 2023            | Grêmio          | PD/RS+A         | 1+1        | 0          | CB              | 1               | 0               |                    | -                  | -                  |             | -           | -           | 3      | 0      |        |
| 2023-2024       | Levski Sofia    | 1L              | 3          | 0          | CB              | 0               | 0               | UECL               | 4                  | 0                  |             | -           | -           | 7      | 0      |        |
| Totale carriera | Totale carriera | Totale carriera | 94         | 1          |                 | 9               | 0               |                    | 17                 | 1                  |             | -           | -           | 120    | 2      |        |

## Palmarès

### Club

#### Competizioni statali
- Campionato Gaúcho: 4

Grêmio: 2019, 2020, 2021, 2023